# Nutri-Score

Етикетка з Nutri-Score (A) для позначення найвищої харчової якості (з рамкою для світлого фону)

Nutri-Score (англ. nutrition, від пізньої латини nutritio «харчування», лат. nutrire «харчуватися» та англ. score «оцінка, рахунок») — система маркування харчових продуктів. П'ятирівнева кольорова і буквена шкала призначена для надання огляду харчової якості продукту. Метою системи є краща орієнтація під час купівлі їжі, тим самим підвищення обізнаності про збалансоване харчування.

Етикетка з Nutri-Score (E) для позначення найнижчої харчової якості (без рамки)

За словами Федерального міністерства продовольства та сільського господарства Німеччини, це має полегшити розрізнення продуктів подібних за групою, а не між групами. Однак правила розрахунку однакові для переважної більшості харчових продуктів. Лише у випадку продуктів з додаванням жирів, сиру та напоїв застосовуються спеціальні правила розрахунку.
Європейська асоціація споживачів, Foodwatch та інші правозахисні організації підтримують Nutri-Score, за спрощення надання оцінки харчової якості продуктів.
Уперше система була запущена у 2016 році французькими органами охорони здоров'я, наукове підґрунтя для якої забезпечили дієтологи з Великої Британії та Франції. У Німеччині, серед інших, Bofrost, Danone, Iglo, McCain Foods і Mestemacher добровільно зобов'язалися ввести маркування Nutri-Score на своїх пакованнях. 9 жовтня 2020 року федеральна рада Німеччини схвалила добровільне використання Nutri-Score. Німецька дочірня компанія американської компанії Pepsico з брендами Pepsi, 7Up, Rockstar, Punica та Lay's в жовтні 2021 року оголосила, що введе маркування Nutri-Score з квітня 2022 року для всього асортименту напоїв та чипсів.

## Історія
З 2001 року у Франції було кілька ініціатив щодо покращення якості харчування населення. У грудні 2015 року Національна асамблея Франції прийняла закон про модернізацію системи охорони здоров'я, який вперше створив основу для єдиного маркування поживної якості харчових продуктів. З цією метою Національне агентство охорони громадського здоров'я Франції проконсультувалося з дієтологами, представниками харчової промисловості та захисниками прав споживачів. Після порівняння кількох запропонованих варіантів у березні 2016 року, вибір припав на Nutri-Score. Загальнонаціональне дослідження серед торговців бакалією показало, що це маркування має найкращі результати, адже є більш зрозумілим. Nutri-Score базується на дослідженні Сержа Герцберга з Університету Париж-XIII та на профілях поживних речовин британської агенції харчових стандартів, розроблених Майком Рейнером. Відповідальні представники очікували, що впровадження матиме значні наслідки для рецептів багатьох продуктів, однак спочатку харчова промисловість відкинула Nutri-Score. Через кілька тижнів після прийняття закону компанії Auchan, Les Mousquetaires, E.Leclerc і Fleury Michon взяли на себе зобов'язання ввести маркування на етикетках всіх своїх продуктів. У 2018 році на ринок вийшли перші продукти з відповідним маркуванням. Зрештою, супермаркети та дискаунтери забезпечили широке розповсюдження Nutri-Score у Франції. У 2019 році Бельгія наслідувала приклад сусідньої країни й запровадила Nutri-Score. Іспанія та Португалія також вирішили запровадити систему.

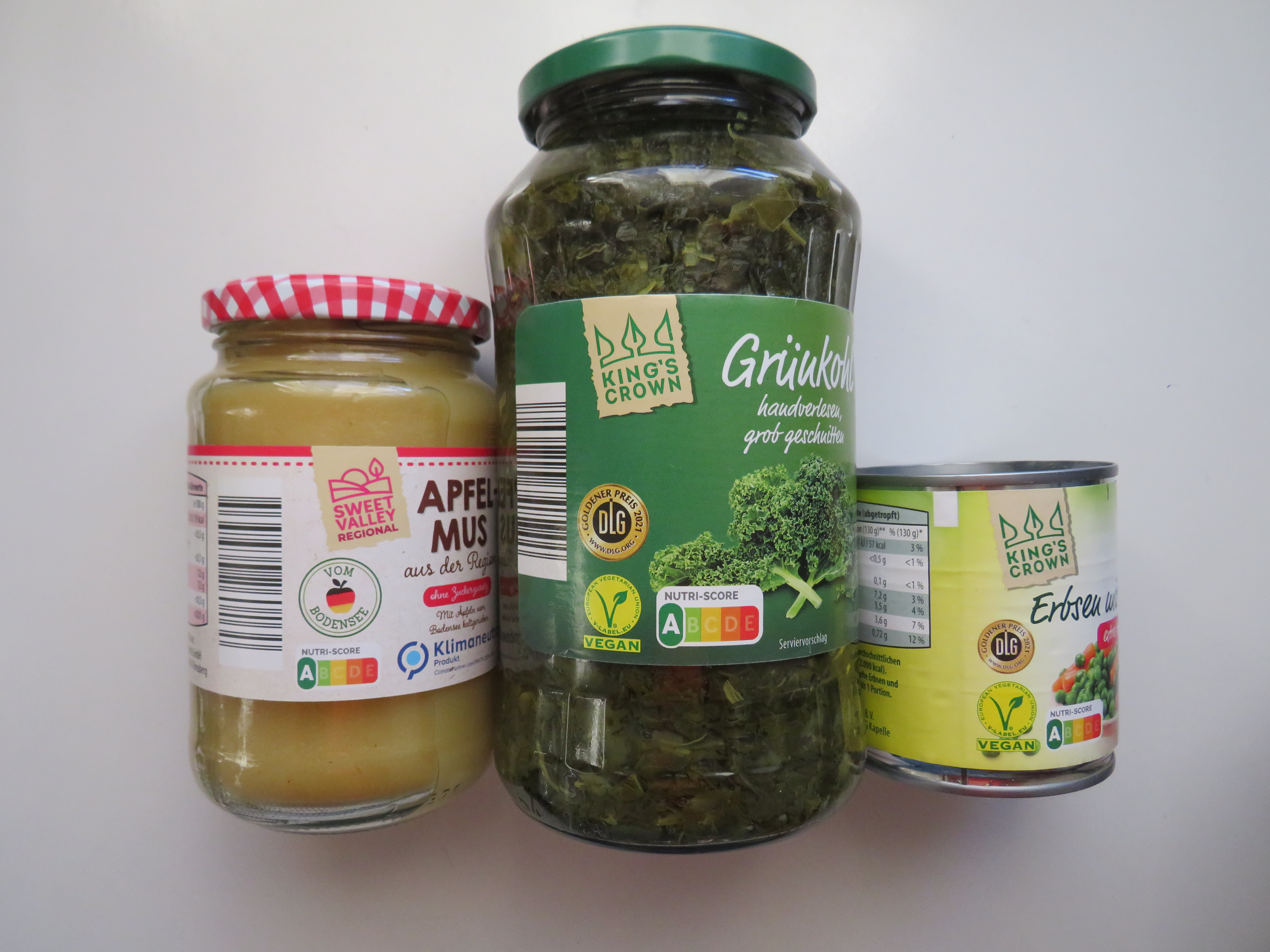
Продукти з позначкою Nutri-Score

У Німеччині, у 2018 році, також обговорювалося запровадження маркування, але спочатку було відхилено відповідальним міністром Юлією Клекнер. Натомість Федеральне міністерство продовольства та сільського господарства (BMEL) доручило Інституту Макса Рубнера оцінити наявні системи маркування харчової якості та розробити власну систему. Протягом року вона мала бути випробувана споживачами, задля порівняння з Nutri-Score та іншими системами маркування. Ґрунтуючись на результатах опитування споживачів, у вересні 2019 року, Юлія Клекнер оприлюднила проєкт постанови щодо запровадження Nutri-Score у Німеччині. Проте компанії повинні мати можливість добровільно вирішувати, чи використовувати це маркування, оскільки регламент ЄС щодо інформації про харчові продукти захищає вільний рух товарів у межах Європейського Союзу. Таким чином, німецький регламент все ще має бути нотифікований Європейською Комісією. Правова база для використання Nutri-Score в Німеччині мала бути запроваджена до середини 2020 року, але була впроваджена лише 9 жовтня 2020 року.
На тлі дебатів щодо запровадження в Німеччині, заява Danone та Iglo про початок використання Nutri-Score отримала більше уваги. У лютому 2019 року компанія Danone вперше запустила свій молочний напій з Nutri-Score. Водночас на власному сайті, Iglo опублікувала Nutri-Score усіх своїх 140 продуктів. У квітні 2019 року регіональний суд Гамбурга видав судову заборону на використання Nutri-Score в Iglo, пояснивши це тим, що маркування діє як «твердження про користь здоров'ю». Однак компанія оскаржила це рішення та врешті-решт домовилася в позасудовому порядку з так званою «Асоціацією захисту від недобросовісної конкуренції в бізнесі», яка офіційно й подала до суду.
У 2019 році Європейська організація споживачів (BEUC) у співпраці з сімома іншими національними захисними організаціями запустила європейську громадянську ініціативу на підтримку запровадження Nutri-Score на території Європейського Союзу. Тим не менш, 20 квітня 2020 року ініціативу було відкликано.
У березні 2021 року ALDI почав використовувати Nutri-Score почавши поступово маркувати продукти власних харчових брендів таким чином. LIDL, REWE та Edeka також вказують або планують вказувати маркування Nutri-Score на своїх товарах.

## Процедура маркування
Nutri-Score розраховується на кожні 100 г або 100 мл харчового продукту. За допомогою таблиць продукт отримує від'ємні бали в залежності від вмісту білка, клітковини, овочів, фруктів, горіхів і корисних олій; і додатні бали залежно від того, чи продукт містить багато цукру, натрію, насичених жирів або має високу енергетичну цінність. Залежно від кількості додатних та від'ємних балів рівень регулюється. Згідно з Nutri-Score, якщо рівень низький, їжа здоровіша, ніж та, що має високий рівень. Однак сири, продукти з додаванням жирів та напої, є особливими випадками, тому для них існують адаптовані правила розрахунку.

### Розрахунок
Рівень Nutri-Score визначається на основі інформації про поживну якість 100 грамів або 100 мілілітрів продукту. Для розрахунку кількість додатник та від'ємних балів харчового продукту визначається і рахується їх різниця.
|   | Їжа            | Напої          |
| - | -------------- | -------------- |
| A | від −15 до −1  | вода           |
| B | від ±0 до +2   | від −20 до +1  |
| C | від +3 до +10  | від +2 до +5   |
| D | від +11 до +18 | від +6 до +9   |
| E | від +19 до +40 | від +10 до +40 |

Негативний вміст:
- занадто висока енергетична цінність
- цукор
- насичені жири
- багато хлориду натрію (сіль)

Позитивний вміст:
- білок
- клітковина
- Відсоток фруктів, овочів і горіхів (за винятком обробки, наприклад у сиропі)

Бали присвоюються згідно кожному компоненту: несприятливі складники можут отримати від нуля до десяти балів, а сприятливі — від нуля до мінус п'яти. Після додавання балів несприятливих і сприятливих компонентів загальний бал може становити від −15 до +40. Потім продукту присвоюється рівень в системі Nutri-Score, чим нижчий рівень Nutri-Score, тим вища поживна якість їжі. При цьому A — найвищий, а E — найнижчий рівень якості.
Nutri-Score застосовується до всіх харчових продуктів, окрім ароматичних трав, чаю, кави, дріжджів та алкогольних напоїв. Для напоїв застосовуються інші критерії щодо енергетичної цінності та вмісту цукру, а бонус за вміст фруктів, овочів і горіхів подвоюється. Для продуктів що містять жири (такі як вершкове масло або соняшникова олія) зміст насичених жирів розраховується як відсоток від загального жиру, а не як кількість. Для напівфабрикатів, які споживач повинен приготувати з додатковими інгредієнтами (наприклад, водою, молоком або яйцями), інгредієнти, які потрібно додати, включені до розрахунку рівню Nutri-Score.
Про Nutri-Score певного продукту можна дізнатися мобільному додатку спільноти Open Food Facts.

### Загальний метод розрахунку
Нижче наведено загальний метод розрахунку. Для сиру, продуктів з додаванням жирів і напоїв застосовуються інші критерії, перелічені в розділах нижче.
У наступній таблиці наведено розрахунок негативних балів (N) на 100 г продукту:
| Балів | Енергії (кДж) | Цукру (гр) | Насичених жирів (гр) | Натрію (мг) |
| ----- | ------------- | ---------- | -------------------- | ----------- |
| 0     | ≤ 335         | ≤ 4,5      | ≤ 1                  | ≤ 90        |
| 1     | > 335         | > 4,5      | > 1                  | > 90        |
| 2     | > 670         | > 9        | > 2                  | > 180       |
| 3     | > 1005        | > 13,5     | > 3                  | > 270       |
| 4     | > 1340        | > 18       | > 4                  | > 360       |
| 5     | > 1675        | > 22,5     | > 5                  | > 450       |
| 6     | > 2010        | > 27       | > 6                  | > 540       |
| 7     | > 2345        | > 31       | > 7                  | > 630       |
| 8     | > 2680        | > 36       | > 8                  | > 720       |
| 9     | > 3015        | > 40       | > 9                  | > 810       |
| 10    | > 3350        | > 45       | > 10                 | > 900       |

У наступній таблиці наведено розрахунок позитивних балів (P) на 100 г продукту:
| Балів | Овочей, бобових, горіхів, ріпакової, волоської або оливкової олії (%) | Клітковини (гр) | Білків (гр) |
| ----- | --------------------------------------------------------------------- | --------------- | ----------- |
| 0     | ≤ 40                                                                  | ≤ 0,9           | ≤ 1,6       |
| 1     | > 40                                                                  | > 0,9           | > 1,6       |
| 2     | > 60                                                                  | > 1,9           | > 3.2       |
| 3     |                                                                       | > 2,8           | > 4,8       |
| 4     |                                                                       | > 3,7           | > 6.4       |
| 5     | > 80                                                                  | > 4,7           | > 8,0       |

Потім бали підсумовуються.
- Якщо N ≥ 11 а оцінка вмісту овочів, бобових, горіхів, ріпакової, волоської або оливкової олії менше п'яти, тоді остаточний бал рахується як: N - (P клітковини + P овочів, бобових, горіхів, волоської і оливкової олій).
- В іншому випадку рахується як: N - P.

Потім показник Nutri-Score перетворюється з чисел на літери наступним чином:
| Тверда їжа          | Напої               | Літера |
| ------------------- | ------------------- | ------ |
| від мінімума до -1  | Звичайна вода       | A      |
| від 0 до 2          | від мінімума до 1   | B      |
| від 3 до 10         | від 2 до 5          | C      |
| від 11 до 18        | від 6 до 9          | D      |
| від 19 до максимума | від 10 до максимума | E      |

### Метод розрахунку для особливих груп продуктів

#### Сири
Для сиру кінцева оцінка завжди розраховується як N - P, незалежно від значення N.

#### У разі додавання насичених жирів
У разі додавання жирів, таких як соняшникова олія або вершкове масло, у колонку для насичених жирів необхідно внести наступні зміни:
| Балів | Відношення кількості насичених жирів до загальної кількости жирів (%) |
| ----- | --------------------------------------------------------------------- |
| 0     | < 10                                                                  |
| 1     | < 16                                                                  |
| 2     | < 22                                                                  |
| 3     | < 28                                                                  |
| 4     | < 34                                                                  |
| 5     | < 40                                                                  |
| 6     | < 46                                                                  |
| 7     | < 52                                                                  |
| 8     | < 58                                                                  |
| 9     | < 64                                                                  |
| 10    | ≥ 64                                                                  |

#### Напої
Для напоїв критерії будуть змінені таким чином:
| Балів | Енергетична цінність (кДж/100 г або 100 мл) | Цукру (г/100 г або 100 мл) | Фруктів, овочів, бобових, горів, ріпакової, волоської або оливкової олії (%) |
| ----- | ------------------------------------------- | -------------------------- | ---------------------------------------------------------------------------- |
| 0     | ≤ 0                                         | = 0                        | ≤ 40                                                                         |
| 1     | ≤ 30                                        | ≤ 1,5                      |                                                                              |
| 2     | ≤ 60                                        | ≤ 3                        | > 40                                                                         |
| 3     | ≤ 90                                        | ≤ 4,5                      |                                                                              |
| 4     | ≤ 120                                       | ≤ 6                        | > 60                                                                         |
| 5     | ≤ 150                                       | ≤ 7,5                      |                                                                              |
| 6     | ≤ 180                                       | ≤ 9                        |                                                                              |
| 7     | ≤ 210                                       | ≤ 10,5                     |                                                                              |
| 8     | ≤ 240                                       | ≤ 12                       |                                                                              |
| 9     | ≤ 270                                       | ≤ 13,5                     |                                                                              |
| 10    | > 270                                       | > 13,5                     | > 80                                                                         |

## Правила використання

Прийняття Nutri-Score в Європі:
Уряд рекомендує використання
Тільки добровільне використання виробниками
Немає даних
Уряд проти

У всіх державах-членах Європейського Союзу «Nutri-Score», тобто слово та зображення захищено як торгова марка ЄС. Використання «Nutri-Score» не є обов'язковим, а добровільним і вимагає реєстрації в Національному агентстві охорони громадського здоров'я Франції, адже воно регулює використання позначки Nutri-Score. Після реєстрації компанії мають два роки, щоб позначити всі продукти маркуванням Nutri-Score, тобто без винятку продуктів з небажаним значенням Nutri-Score.

## Оцінки та критика
Наукові дослідження показують, що споживачам легше розуміти маркування Nutri-Score порівняно з іншими системами маркування харчової цінності. Дослідження 2017 року, проведене Centre de recherche pour l'étude et l'observation des conditions de vie (Дослідницький центр вивчення та спостереження за умовами життя Франції), показало, що більшість респондентів знайшли оцінку Nutri-Score легкою для розуміння. У Німеччині в опитуванні, проведеному у 2020 році, Nutri-Score підтримали 89 осіб %.
Незалежна франко-бельгійська організація тестування Test Achats / Test Santé загалом підтримала Nutri-Score, але розкритикувала той факт, що такі добавки, як підсолоджувачі, барвники та консерванти, не були враховані. Німецький консультаційний центр для споживачів у Гамбурзі зробив подібну заяву, яка також закликає брати до уваги регіональне походження та органічність продукту. Таким чином, на їх думку, Nutri-Score є «хорошим інструментом», але не відповідає на всі питання.
Дослідження 2023 року, проведене французькою організацією захисту прав споживачів UFC-Que Choisir, показало, що показник Nutri-Score призвів до появи значно здоровіших рецептів, особливо в категоріях злакових батончиків, спеціальних хлібців, сухарів та сухих сніданків.
Німецька продовольча асоціація відкидає такі системи, як Nutri-Score, оскільки, на їх думку, їх вміст є недостатнім, тому у квітні 2019 року опублікувала власну пропозицію щодо маркування.
Класифікацію максимального вмісту цукру критикують як занадто широку. Це є проблемою, особливо для дитячих продуктів. Еталонне значення, взяте для розрахунків Nutri-Score, для споживання цукру складає 90 грамів на день. Однак, відповідно до рекомендацій ВООЗ, рекомендується обмежити денне споживання цукру до максимальної кількості 50 грамів, а в ідеальному випадку до 25 грамів.
Використання Nutri-Score для продукту Emmi «Caffe Latte» викликало критику, оскільки вони отримали зелену B, попри високий вміст цукру.
Компенсація негативних інгредієнтів позитивними може призвести до того, що виробники покращать Nutri-Score своїх продуктів. Наприклад, додавання білка або рослинної клітковини до продуктів, з високим вмістом цукру, зменшує негативний вплив цукру на рівень Nutri-Score.
Окрім цього, виробники іноді розраховують показник Nutri-Score не для фактичного продукту, який продаюється (наприклад, какао-порошок), а для готового продукту, який має завершити споживач (какао), і таким чином враховують корисний вплив молока, яке споживач додає до свого власного продукту. Припускаючи майбутній склад напою, виробник передбачає, що споживач готує кінцевий продукт особливо "економно" — наприклад, додає лише невелику кількість какао-порошку і нежирне молоко — це призводить до додаткового спотворення майбутнього показника. Якщо насправді споживач використає більше какао-порошку та/або молоко з вищим вмістом жиру, ніж припускає виробник, зазначений виробником показник Nutri-Score для кінцевого продукту несправедливий. І хоча наявність фруктів та овочів на Nutri-Score має позитивний вплив на показник, вміст вітамінів та мінералів не враховується при оцінці, адже в процесі приготування продуктів частки фруктів та овочів зазнають обробки, через що втрачаються більшість корисних сполук. Тому, порівняння різних груп продуктів, таких як йогурт і мюслі, за допомогою показника Nutri-Score, не має сенсу.
Федеральне міністерство продовольства та сільського господарства Німеччини виступає за запровадження Nutri-Score на всій території Європейського Союзу, що викликає критику в окремих країнах ЄС.